# ヴィヴィアン・ケストヘイ
ヴィヴィアン・ケストヘイ（Vivien Keszthelyi, 2000年12月7日 - ）は、ハンガリーの女性レーシングドライバー。ハイドゥー・ビハール県デブレツェン出身。

## 来歴
4歳の時に電気自動車をプレゼントされたのが始まりで、2014年にスズキ・スイフトカップ・ヨーロッパシリーズにレースデビュー。2015年にアウディスポーツレーシングアカデミーの最年少で唯一の女性メンバーとなる。
2017年のアウディスポーツTTカップに出場、国際シリーズで得点を出した最年少となる。
2018年のアウディスポーツR8カップで最高位で2位となり、総合成績は3位だった。
2019年のWシリーズに出場。